# Mount June
Mount June ist ein 1090 m hoher Berg im westantarktischen Marie-Byrd-Land. In den zu den Ford Ranges gehörenden Phillips Mountains ragt er 10 km westlich des Mount Paige und 6 km südöstlich der Favela Rocks auf.
Teilnehmer der ersten Antarktisexpedition (1928–1930) unter der Leitung des US-amerikanischen Polarforschers Richard Evelyn Byrd entdeckten ihn 1929. Byrd benannte den Berg nach Harold Irving June (1895–1962), einem Piloten der Forschungsreise.